# Marie de Luxembourg (1305-1324)
Pour les articles homonymes, voir Marie de Luxembourg.
Marie de Luxembourg, née vers 1305 et morte le 26 mars 1324 à Issoudun, est reine de France et de Navarre du 21 septembre 1322 au 26 mars 1324 en tant qu'épouse de Charles IV le Bel. 

## Biographie
Née vers 1305, Marie de Luxembourg est le deuxième enfant et la première fille de l'empereur du Saint-Empire Henri VII de Luxembourg et de son épouse Marguerite de Brabant. Dès 1308, elle est fiancée à Louis de Bavière, fils aîné et héritier de Rodolphe Ier du Palatinat, en remerciement du soutien accordé par Rodolphe à Henri VII dans sa lutte pour acquérir le titre de roi des Romains. Toutefois, la mort prématurée de Louis le 5 avril 1311 met en échec ce projet d'alliance matrimoniale. Marie devient peu après orpheline à la suite des décès successifs de ses parents.
Le 21 septembre 1322, Marie de Luxembourg épouse à Provins Charles IV le Bel, roi de France et de Navarre, qui a obtenu le 19 mai précédent du pape Jean XXII l'annulation de son premier mariage avec Blanche de Bourgogne, convaincue d'adultère dans l'affaire de la tour de Nesle en 1314. Après la célébration de ses noces, le couple royal se rend ensuite à Saint-Denis, où il est solennellement accueilli par la population locale. À l'occasion de la Joyeuse Entrée de la nouvelle reine à Paris, Charles de Valois, oncle de Charles IV, prête à Marie son carrosse.
Ce mariage permet à Charles IV le Bel d'influer dans la querelle entre Louis III de Bavière et Frédéric d'Autriche, qui revendiquent le titre impérial. Malgré la victoire du premier à la bataille de Mühldorf le 28 septembre 1322, le pape Jean XXII refuse toujours de le reconnaître. Le conflit entre Jean XXII et Louis III de Bavière s'envenime jusqu'à l'excommunication du second, prononcée le 23 mars 1324. À ce moment-là, les partisans de Frédéric d'Autriche songent à faire de Charles IV leur champion, en raison de son mariage avec la fille d'Henri VII de Luxembourg. 
Marie de Luxembourg est couronnée le 15 mai 1323 en la Sainte-Chapelle par l'archevêque de Sens Guillaume de Melun,. La même année, elle met au monde un premier enfant : il s'agit d'une fille, prénommée Marie, qui meurt toutefois peu après la naissance. En mars 1324, au cours d'un voyage que le couple royal rend au pape Jean XXII, le carrosse de la reine se renverse dans un fossé près d'Issoudun. Marie de Luxembourg est grièvement blessée et accouche prématurément le 20 mars d'un fils, prénommé Louis, qui meurt dès le lendemain de sa naissance.
Malgré les soins prodigués par les médecins de Charles IV le Bel, Marie de Luxembourg ne survit pas à l'accident et meurt à Issoudun le 26 mars 1324. Deux jours plus tard, elle est inhumée dans l'église des dominicaines de Montargis, en présence de son époux et de son frère Jean Ier de Bohême. Sa mort met un terme aux ambitions impériales de Charles IV et le prive d'un héritier mâle pour lui succéder sur le trône. Ainsi, trois mois après avoir perdu sa deuxième épouse, le 5 juillet 1324, il épouse en troisièmes noces sa cousine Jeanne d'Évreux.

## Descendance
De son mariage avec Charles IV le Bel, célébré le 21 septembre 1322 à Provins, Marie de Luxembourg a deux enfants :
- Marie (1323 – 1323), sans alliance, ni postérité ;
- Louis (20 – 21 mars 1324), sans alliance, ni postérité.

## Sources
- Christian Bouyer, Dictionnaire des Reines de France, Paris, Librairie Académique Perrin, 1992, 348 p. (ISBN 2-262-00789-6).
- Jean-Marc Cazilhac, Jeanne d'Évreux, Blanche de Navarre : Deux reines de France, deux douairières durant la Guerre de Cent ans, Paris, Éditions L'Harmattan, 2011, 177 p. (ISBN 978-2-296-13190-3, 9782296447677 et 9782336273167, présentation en ligne).
- Jean-François Dreux du Radier, Mémoires historiques, critiques, et anecdotes des reines et régentes de France, t. 3, Imprimerie des Frères Mame, 1808 (ISBN 978-1-273-51233-9, lire en ligne).
- Alexandre Le Noble, Histoire du Sacre et du Couronnement des Rois et Reines de France, Paris, Imprimerie Gaultier-Laguionie, 1825 (lire en ligne).